# Heptathela yakushimaensis
Heptathela yakushimaensis ONO, 1998 è un ragno appartenente al genere Heptathela della famiglia Liphistiidae.
Il nome del genere deriva dal greco ἐπτά, heptà, cioè "sette", ad indicare il numero delle ghiandole delle filiere che possiedono questi ragni, e dal greco θηλή, thelè, che significa  capezzolo, proprio ad indicare la forma che hanno le filiere stesse.
Il nome proprio deriva dall'isola di Yakushima, appartenente alla prefettura di Kagoshima, dove è stata rinvenuta, e dal suffisso latino -ensis, che significa "presente, che è proprio lì".

## Caratteristiche
Ragno primitivo appartenente al sottordine Mesothelae: non possiede ghiandole velenifere, ma i suoi cheliceri possono infliggere morsi piuttosto dolorosi
Questa specie ha due spermateche di forma bilobata, con processi secondari laterali, e per queste sue caratteristiche, nell'ambito di questo genere, è stata classificata nel Gruppo B dall'aracnologo Hirotsugu Ono insieme a H. kimurai, H. amamiensis, H. kanenoi, H. kikuyai, H. nishikawai, H. yaginumai, H. higoensis e H. yanbaruensis.

## Distribuzione
Rinvenuta sull'isola Yakushima, nella prefettura giapponese di Kagoshima.